# 羅滕曼
羅滕曼是奧地利的城鎮，位於該國中部，由施蒂利亞州負責管轄，面積205.33平方公里，海拔高度674米，是該地區的歷史中心，2017年人口5,250，人口密度為每平方公里26人。

## 外部連結
- Rottenmann （页面存档备份，存于）